# Traian (Teleorman)
Traian is een Roemeense gemeente in het district Teleorman.
Traian telt 1954 inwoners.